# Jaegerina plicata
Jaegerina plicata là một loài rêu trong họ Pterobryaceae. Loài này được Cardot mô tả khoa học đầu tiên năm 1915.